# 鄺葆賢
鄺葆賢（英語：Kwong Po-yin，1986年5月29日—），香港本土派人士，前青年新政成員，前香港九龍城區議會副主席兼前黃埔西選區議員。同時是基督教聯合醫院急症科副顧問醫生、香港大學醫學院急症醫學系臨床助理教授，畢業於香港中文大學醫學院。

## 參與2015年香港區議會選舉
鄺葆賢參選2015年香港區議會選舉，挑戰競逐連任的九龍城區議會主席劉偉榮。鄺當時的政綱包括：
- 關注交通路線重組
- 爭取重設渡輪服務及放寬小巴座位上限
- 解決紅磡海濱臭味問題
- 研究加置黃埔花園行人天橋上蓋
- 守護維多利亞海濱走廊
- 建議加設社區會堂及船塢歷史展示廳
- 監察屋苑管理公司帳目及服務表現
- 堅守自治，維護本土利益
- 提升議會居民參與度

最終鄺以2,114票勝出，打敗得到2,075票的劉偉榮。鄺葆賢是第一位打敗區議會主席的區議會選舉當選人。
| 選區   | 編號 | 政黨       | 候選人         | 票數（百分比） |
| ------ | ---- | ---------- | -------------- | -------------- |
| 黃埔西 | 1    | 青年新政   | 鄺葆賢（當選） | 2114 (50.47%)  |
| 黃埔西 | 2    | 西九新動力 | 劉偉榮         | 2075 (49.53%)  |

## 區議員生涯(2015年起)

### 2016年6月退出青年新政
2016年6月17日，鄺葆賢於個人facebook帳戶宣布已於2016年6月3日退出青年新政。青年新政同日於其facebook專頁證實該消息。

### 2016年10月組成真普選醫生聯盟
鄺葆賢與黃任匡及歐耀佳等19名醫生組成「真普選醫生聯盟」，成為「民主300+」成員，宣布會競逐2017年選委會醫學界議席，並成功當選。當選選委後，提名胡國興當特首候選人。

### 2019年區議會選舉
2019年香港區議會選舉，鄺葆賢於原區爭取連任，對手的是西九新動力的鄭曉玲 。
於提名期之前，選區出現一批由不知名人士掛上，針對鄺葆賢，上面印有「鄺葆賢最懶，區議會大會四年零文件」字樣的違規橫額懸掛在行人欄杆上，有關橫額附有QR code二維碼予人掃描。有人於晚上用鐵鉗將橫額拆除並棄掉，但遭到警察控以盜竊罪。
最終鄺以大約1800票大幅拋離對手，成功連任。
| 政党   | 政党       | 候选人    | 票数  | %     | ±      |
| ------ | ---------- | --------- | ----- | ----- | ------ |
|        | 西九新動力 | ①. 鄭曉玲 | 2,910 | 38.16 | 不適用 |
|        | 無黨派     | ②. 鄺葆賢 | 4,715 | 61.84 | +11.37 |
| 多数票 | 多数票     | 多数票    | 1,805 | 23.68 | 不適用 |

因應民主派於是次選舉大勝並取得九龍城區議會過半議席，鄺葆賢競逐區議會副主席一位，最終鄺葆賢以15票擊敗由西九新動力兼經民聯成員左滙雄的10票當選。

### 2019冠狀病毒病期間表現
於2019冠狀病毒病期間，本身是醫生的區議員鄺葆賢曾就檢疫或隔離設施等問題提出建議及民眾提醒，包括稱康復者糞便仍帶病毒，質疑只憑污水樣本陽性應否全座強制檢測。

## 外部連結
- 鄺葆賢的Facebook專頁

| 議會席位      | 議會席位                                        | 議會席位              |
| ------------- | ----------------------------------------------- | --------------------- |
| 前任： 劉偉榮 | 九龍城區議會黃埔西選區議員 2016年－2021年7月8日 | 繼任： 末任(選駿取消) |
| 前任： 左匯雄 | 九龍城區議會副主席 2020年－2021年7月8日         | 繼任： 何顯明         |